# Lathyruswikke
De lathyruswikke (Vicia lathyroides) is een eenjarige of tweejarige plant uit de vlinderbloemenfamilie (Leguminosae). De soort staat op de Nederlandse Rode Lijst van planten als vrij zeldzaam en matig afgenomen. De soort komt van nature voor in bijna geheel Europa tot in Zuid-Scandinavië, Kaukasus, Krim, Klein-Azië en Noord-Afrika. In oosten van Noord-Amerika is de plant ingevoerd.

## Kenmerken
De plant wordt 5 - 25 cm hoog en heeft alleen aan de grond vertakte, meestal liggende of soms opstijgende ranken. Het even geveerde blad is 1 - 3 cm lang met aan de top een naald of soms een enkelvoudige rank. De onderste bladeren hebben 2 - 6 mm lange, 1 - 3 mm brede, omgekeerd-eironde tot omgekeerd hartvormige blaadjes. De bovenste bladeren hebben 2 - 4 paar, tot 14 mm lange, elliptisch tot lijnvormige blaadjes, die van boven aangedrukt behaard zijn. De gaafrandige steunblaadjes zijn halfpijlvormig en hebben geen nectariën. De wortel is zwart.
De plant bloeit van april tot in juni met in het begin roodachtig later blauwachtig paars kleurende, soms witte, 5 - 8 mm lange bloemen, die alleenstaand in de bladoksels zitten. De samengevouwen vlag is omgekeerd hartvormig en nauwelijks langer dan de meer blauw gekleurde zwaarden. De zwaarden zijn ongeveer twee keer zo lang als de stompe, groenachtige, aan de top donkerviolette kiel. De kelk is trechter-klokvormig en meer of minder behaard. De kelktanden zijn lancetvormig en ongeveer even lang als de kroonbuis. Alle meeldraden zijn vergroeid. Het vruchtbeginsel wordt omgeven door de gesloten meeldraadbuis. De stijl is opvallend kort met aan de voorkant een goed ontwikkelde borstel. De plant is een zelfbevruchter (autogaam).
De vrucht is een 1,5 - 3 cm lange, 4 mm brede, min of meer afstaande, gladde, bruine tot zwarte, gesnavelde peul met 5 - 8 wrattige, 1,5 - 2 mm lange, roodbruine tot zwarte, afgerond prismavormige zaden. In Europa heeft van de wikken alleen de lathyruswikke wrattige zaden.

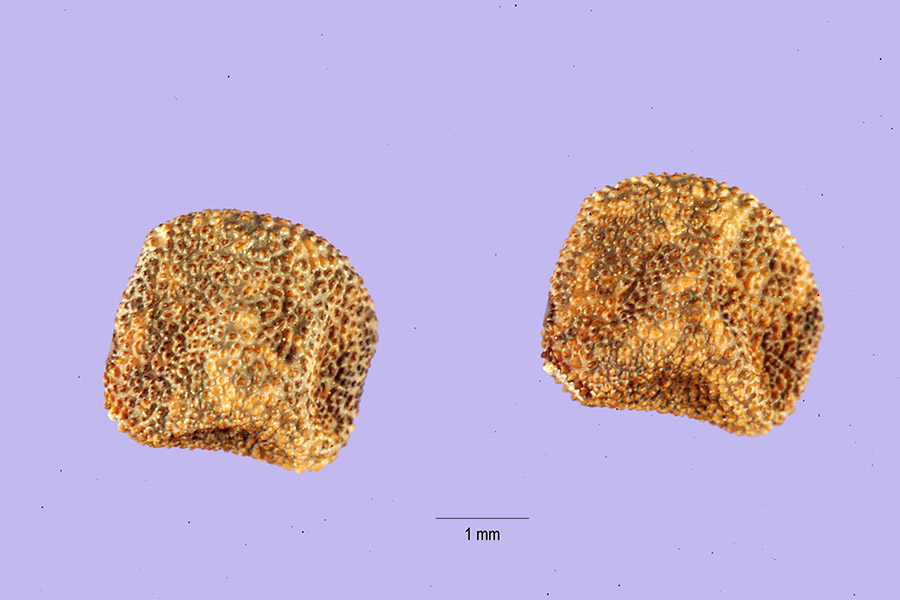
Zaden

Lathyruswikke komt vooral in de duinen voor op open plaatsen in droge, kalkrijke, grazige zandgrond.

## Plantengemeenschap
Lathyruswikke is een kensoort voor Cladonio-Koelerietalia, een orde van plantengemeenschappen van droge graslanden op kalkrijke zeeduinen.